# تاشفين بن علي
أبو المعز تاشفين بن علي بن يوسف اللمتوني الصنهاجي (المتوفي في 27 رمضان 539 هـ/23 مارس 1145) الأمير السادس لدولة المرابطين، وخليفة أبيه علي بن يوسف، وحفيد أعظم حكام المرابطين وأوسعهم شهرة يوسف بن تاشفين. حكم تاشفين أجزاء من المغرب والأندلس بين عامي 537 هـ/1143 م-539 هـ/1145 م. تولى تاشفين قيادة جيوش المرابطين في الأندلس منذ سنة 520 هـ، فحقق عدد من الانتصارات الهامة أكثرها في مواجهات مع جيوش مملكة قشتالة، إلى أن استدعاه أبوه للمغرب سنة 532 هـ/1138 م، وولاه عهده في العام التالي، وأوكل إليه حرب الموحدين، فانخرط فيها طوال عهد أبيه، وكل عهده بعد وفاة أبيه سنة 537 هـ/1143 م وحتى مقتله في وهران سنة 539 هـ/1145 م.

## في عهد أبيه

### بداياته
لا تذكر المصادر شيئًا عن ميلاده أو سنوات عمره الأولى، وكانت أول إشارة في المصادر عن تاشفين حين ورد أن علي بن يوسف جعل ابنه تاشفين واليًا على غرناطة، خلفًا لشقيقه المتوفي تميم بن يوسف، وأمره بالعبور سنة 520هـ/1126م بجيش مرابطي من 5,000 فارس إلى الأندلس لغزو أراضي قشتالة، حيث غزا أحواز طليطلة، والتقى جيشًا قشتاليًا في فحص الضباب، وهزمهم هزيمة شديدة، وافتتح ثلاثين حصنًا. كما واجههم مرة أخرى سنة 522هـ/1128م عند قلعة رباح، وتمكّن أيضًا من هزيمتهم. وفي رمضان 524هـ/أغسطس 1130م، خرج تاشفين بن علي في قوات المرابطين المتمركزة في غرناطة وقرطبة إلى حصن السكة، وافتتحه عنوة وقتلوا 180 مقاتل فيه، ثم انتقل إلى حصن بارجاس من أحواز مجريط، فقتل فيه 50 رجل، ثم عاد أدراجه. في ربيع الأول 526هـ/يناير 1132م، جاءته أخبار تقدُّم القشتاليون نحو قرطبة، فهرع إليها، فوجد القشتاليون قد استولوا على حصن شنت إشتيبن، وساروا إلى براشة، وهناك وقعت معركة عنيفة هزم فيها المرابطون القشتاليون وقتلوا وأسروا عدد كبير منهم، ثم بلغه تقدُّم جيش قشتالي آخر بقيادة الكونت رودريغو غونثالث دي لارا للإغارة على أراضي إشبيلية، فقاتلهم والى المدينة عمر بن الحاج اللمتوني في معركة عنيفة، قتل فيها عمر بن الحاج ومعظم جنده في 15 رجب 526هـ/أول يونيو 1132م، فأغلقت المدينة أبوابها، حتى أدركها جيش تاشفين بن علي، فانسحب الجيش القشتالي بغنائمه. وفي سنة 528هـ/1134م، حشد ألفونسو السابع جيشًا كبيرًا، واتجه نحو بطليوس، فسار إليه جيش تاشفين حتى التقيا في جمادى الأولى 528هـ/مارس 1134م بالقرب من الزلاقة، ودارت معركة كبيرة انتصر فيها المرابطون وفي شعبان 528هـ/يوليو 1134م، دخل تاشفين بن علي قرطبة واليًا عليها بعد عزل واليها عبد الله بن قنونة. ثم عاد تاشفين في ذي الحجة 528هـ/نوفمبر 1134م، وخرج بقوات غرناطة وقرطبة وإشبيلية لغزو قشتالة، فكمُن لهم القشتاليون عند موضع يدعى البكار، وهاجموهم بألفي مقاتل، فاضطرب المرابطون، لكنهم ثبتوا بعد ذلك وهزموا القشتاليين بعد أن خسر الفريقان عدد كبير من القتلى. وفي سنة 531هـ/1137م، غزا مدينة كركي وافتتحها، ثم افتتح أشكونية في العام التالي.

### مواجهة الموحدين
في تلك الفترة، كانت حركة الموحدين قد انتشر صيتها، وتمكنوا من تحقيق بعد الانتصارات الهامة على جيوش المرابطين في المغرب، واستولت جيوش عبد المؤمن بن علي على بلاد درعة والسوس وأخضعت قبائلها، مما جعل علي بن يوسف بن تاشفين يستشعر الخطر، ويرسل إلى ولده تاشفين يطالبه بالعودة من الأندلس سنة 532هـ/1137م لمواجهة خطر الموحدين. بعد العودة إلى المغرب بشهور، توفي سير بن علي بن يوسف ولي العهد وشقيق تاشفين الأكبر الذي ولاه علي بن يوسف العهد سنة 522هـ/1127م، فوقع اختيار علي بن يوسف وشيوخ لمتونة على تاشفين لولاية العهد، فعقدت له البيعة في 8 ربيع الآخر 533هـ/12 ديسمبر 1138م.
لم يمر الكثير حتى وقع الصدام الأول بين تاشفين والموحدين، وكان ذلك في أوائل سنة 533هـ/1138م، عندما تقابل جيش المرابطين بقيادة تاشفين بن علي وحليفه الربرتير وجيش الموحدين بقيادة عبد المؤمن بن علي في أراضي حاحة، ودارت معركة كبيرة، هزم فيها المرابطون وقتل منهم عدد كبير. ثم تجدّد اللقاء بين الجيشين مرة أخرى في شوال 534هـ/مايو 1140م، وانهزم المرابطون فيها مرة أخرى، ثم هزم عبد المؤمن جيشًا مرابطيًا ثالثًا هذه المرة يقوده الربرتير بالقرب من تارودانت.

## عهده
توفي علي بن يوسف في 7 رجب 537 هـ/25 يناير 1143م، فبايع شيوخ لمتونة تاشفين في نفس اليوم. إلا أنه في بداية عهده واجهته أزمة كبيرة، حيث اختلفت قبيلتا لمتونة ومسّوفة، فخرج عدد من زعماء مسّوفة على المرابطين، ولجأوا إلى الموحدين. وتصدّعت الأحلاف القبلية التي كانت تساند المرابطين، وانشغل المرابطون والموحدون بقتال القبائل الموالية للطرف المعادي لكل منهم. وفي سنة 538هـ/1144م، هاجم أسطول نورماني قوامه 150 سفينة سبتة، فتصدى له أسطول المرابطين بقيادة ابن ميمون، خسر فيها الطرفان الكثير من القتلى والسفن.
في سنة 539هـ/1145م، تعرّض تاشفين بن علي لضربة موجعة في حربه مع الموحدين عندما جاءه خبر مقتل حليفه الربرتير في إحدى المعارك أمام الموحدين في المغرب. عندئذ، كتب تاشفين إلى ولاته بأن يُمدّوه بالمدود، فجاءته عسكر من سجلماسة ومن بجاية، وجاءه ابنه إبراهيم بن تاشفين بعسكر من الأندلس، فبدأ تاشفين بالإعداد لحملة جديدة ضد الموحدين، واجتمعت جيوشه في تلمسان. ثم جاء جيش الموحدين بقيادة عبد المؤمن بن علي، وعسكروا بالقرب من تلمسان، ونشبت معارك بين الطرفين كل يوم تقريبًا لمدة شهرين، خسر فيها جند بجاية الكثير من قواتهم، مما جعل قائدهم يبعث سرًا لعبد المؤمن يطلب منه الانضمام إليه. وأما الخسائر التي مني بها تاشفين في تلمسان، قرر التحرك إلى وهران وكتب إلى ابن ميمون قائد أسطوله أن يأتيه في بعض سفنه، وبعث ابنه وولي عهده إبراهيم إلى مراكش، وقدمت سفن ابن ميمون من ألمرية في شعبان 539هـ/يناير 1145م. ومن أن انتقل جيش تاشفين إلى وهران، حتى تبعهم جيش الموحدين الذي عسكر على الجبل المطل على المدينة. وفي رمضان 539هـ/فبراير 1145م، هاجم الموحدون قلعة المرابطين في وهران، ودارت الدائرة على المرابطين. نجح تاشفين الفرار بفرسه إلى الجبل، لكن فرسه تردّى به ليلاً من فوق مرتفعات الجبل، فمات لفوره هو وفرسه، كان ذلك ليلة 27 رمضان 539هـ/22 مارس 1145م. في صباح اليوم التالي، وجد الموحدون جثته، فاحتزوا رأسه، وأرسلوها إلى عبد المؤمن الذي أرسلها إلى تينملل بُشرى لأتباعه.

## شخصيته
قال عنه لسان الدين بن الخطيب في كتابه الإحاطة في أخبار غرناطة: «كان بطلاً شجاعًا حسن الرّكبة والهيئة، سالكًا ناموس الشريعة، مائلاً إلى طريقة المستقيمين، وكتب المريدين؛ قيل إنه لم يشرب قطّ مسكرًا ولا استمع إلى قينة، ولا اشتغل بلذّة ممّا يلهو به الملوك، أحبّه الناس، خواصّهم وعوامّهم، وحسنت سياسته فيهم. وكان صوّامًا قوّامًا، وتاليًا للقرآن، مخفيًا للصّدقة، مؤثرًا للحق.» وقال ابن الأبار القضاعي: «كانت أيامه كلها حروبًا ما أوى فيها إلى بلد، ولا عرج على أهل ولا ولد.»